# Panzerbrigade 106 Feldherrnhalle
Die Panzerbrigade 106 „Feldherrnhalle“ war während des Zweiten Weltkriegs ein gepanzerter Kampfverband der Wehrmacht. Sie war eine der 13 ab 1944 neuaufgestellten Panzerbrigaden und die einzige, die durchgängig bis zur bedingungslosen Kapitulation am 8. Mai 1945 als selbständige Einheit bestand.
Die Brigade erhielt ihre Bezeichnung nach der Feldherrnhalle in München, die für die Nationalsozialisten seit dem Hitlerputsch im November 1923 von besonderem Symbolwert war.

## Werdegang
Im Juli 1944 erteilte das Oberkommando des Heeres den Befehl, dass für die Ostfront 15 Infanterie-Sperrdivisionen und zehn Panzerbrigaden aufzustellen seien, darunter auch die Panzerbrigade 106 „Feldherrnhalle“ in Mielau sowie die nicht mit dieser zu verwechselnden Panzerbrigade 110 „Feldherrnhalle“ in Ungarn.
Demzufolge wurde die Panzerbrigade 106 im Wehrkreiskommando I aus den Resten der bei der Heeresgruppe Mitte vernichteten Panzergrenadier-Division „Feldherrnhalle“ (Anfang Juli 1944 im Raum südöstlich Minsk zerschlagen) und ihren Ersatzeinheiten aus Elbing und Danzig auf dem Truppenübungsplatz Mielau zusammengestellt. Sie bestand aus:
- Panzer-Abteilung 2106 mit 4 Kompanien
- Panzergrenadier-Bataillon 2106 mit 5 Kompanien
- Brigadeeinheiten (dabei Pionier-Kompanie) 2106

Die Panzerbrigade 106 „Feldherrnhalle“ war hauptsächlich mit Panzern vom Typ „Panther“ ausgerüstet. Allerdings wurden für die 4. Kompanie im August 1944 auch 11 Jagdpanzer vom Typ Panzer IV/70 (V) zugeteilt.

## Kommandeure
| Datum                          | Kommandeur                     |
| ------------------------------ | ------------------------------ |
| Juli 1944 bis 12. Januar 1945  | Oberst Franz Bäke              |
| 12.–24. Januar 1945            | Major Bernhard von Schkopp     |
| 24. Januar bis 3. Februar 1945 | Oberleutnant Sommer            |
| 3. Februar bis 29. März 1945   | Oberstleutnant Heinrich Drewes |
| 29. März bis 11. April 1945    | Hauptmann Pohl                 |
| 11. April bis 8. Mai 1945      | Oberleutnant Ernst Matten      |

Die Aufstellungszeit für diese Einheiten war angesichts der prekären militärischen Lage an der Ostfront im Sommer 1944 (u. a. sowjetische Großoffensive Operation Bagration sowie Vorstöße der Alliierten im Westen – u. a. D-Day) sehr knapp bemessen. Überraschend wurden deshalb auch einige dieser gerade erst neu aufgestellten Verbände sogleich an die Westfront beordert – darunter auch die Panzerbrigade 106 „Feldherrnhalle“. Sie wurde am 31. August 1944 von Mielau in den Raum Trier verlegt (Ankunft dort am 2. September 1944).

## Gliederung

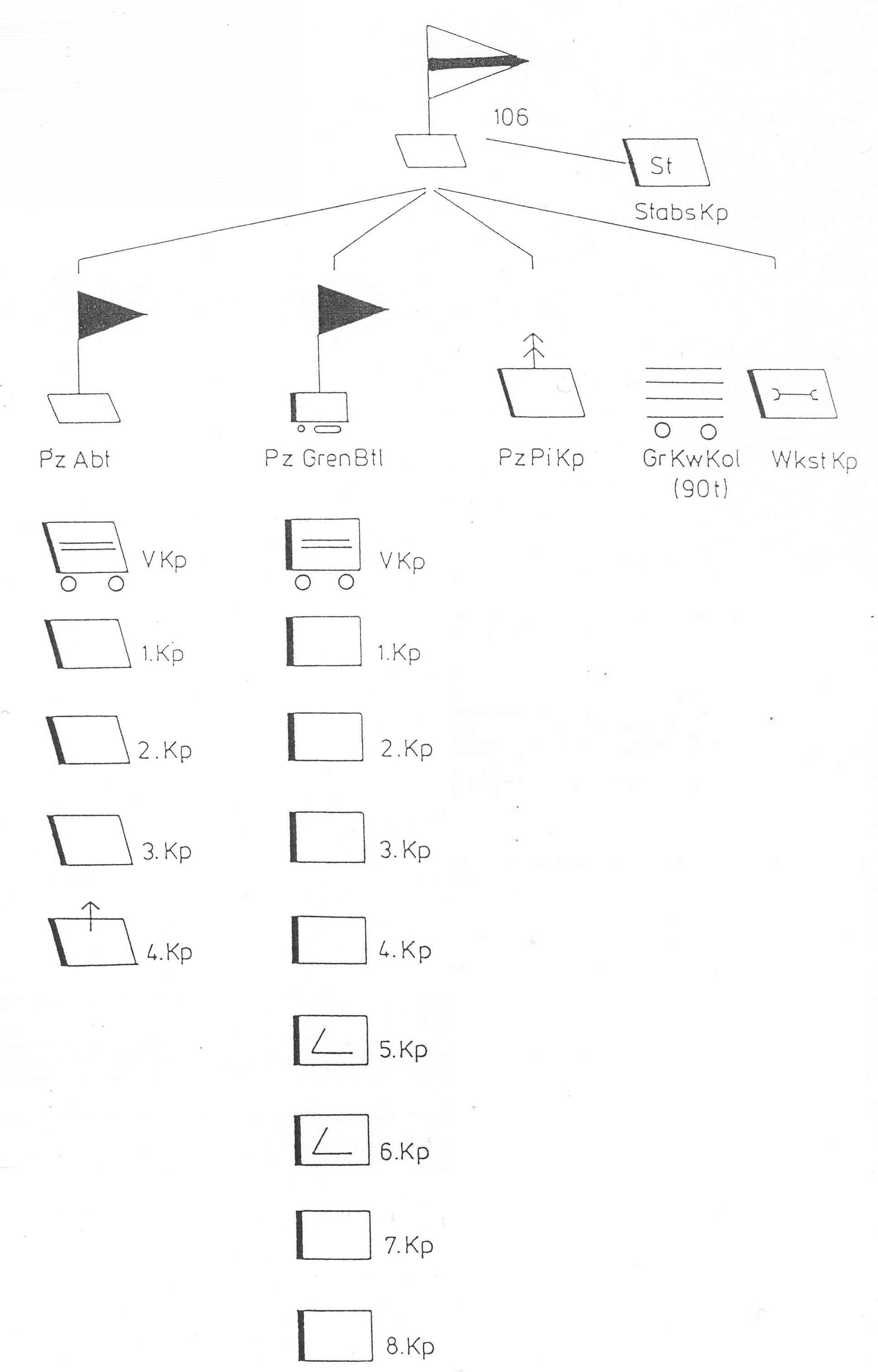
Gliederung der PzBrig 106 FHH

## Unterstellung
| Zeitraum | Zeitraum  | Armeekorps         | Armee               | Heeresgruppe       | Einsatzraum   |
| -------- | --------- | ------------------ | ------------------- | ------------------ | ------------- |
| 1944     | August    | in Aufstellung BdE | in Aufstellung BdE  | in Aufstellung BdE | Ostpreußen    |
| 1944     | September | XIII. SS           | 1. Armee            | G                  | Luxemburg     |
| 1944     | Oktober   | LXXXV              | 19. Armee           | G                  | Kolmar/Elsass |
| 1944     | Nov./Dez. | LXIV               | 19. Armee           | G                  | Kolmar/Elsass |
| 1945     | Januar    | LXIV               | 19. Armee           | G                  | Kolmar/Elsass |
| 1945     | Februar   | z. Verf.           | 15. Armee           | B                  | Eifel         |
| 1945     | März      | z. Verf.           | 1. Fallschirm-Armee | H                  | Niederrhein   |
| 1945     | April     | LXXXI              | 15. Armee           | B                  | Ruhrkessel*   |

* Zersplitterung der Brigade: Ein Teil geht in Gefangenschaft, ein anderer kann sich nach Nordosten, bis in den Elm, östlich Braunschweigs, absetzen.

## Einsatz im Westen
Die Panzerbrigade 106 „Feldherrnhalle“ war die einzige Panzerbrigade, die bis zur Kapitulation im Mai 1945 als selbstständiger Verband an vielen Brennpunkten der Endphase des Zweiten Weltkrieges im Westen eingesetzt wurde.
Sämtliche anderen Panzerbrigaden wurden in den letzten zehn Kriegsmonaten nach und nach, teilweise auch in zerlegter Form, den verschiedensten Divisionen zugeschlagen (so auch die Panzerbrigade 110 „Feldherrnhalle“, die bereits vor ihrem ersten Einsatz in der 13. Panzer-Division aufging).
Ab September 1944 kämpfte die Brigade im Gebiet zwischen Luxemburg, Elsass-Lothringen und der Schweizer Grenze. Sie wurde dabei stets zur unmittelbaren Verfügung der Armee gehalten (zunächst der 1. und dann der 19.) und nur auf Befehl einem Verband für eine bestimmte Kampfhandlung zugeordnet.
Einige Stationen auf dem Weg waren im September 1944: Aumetz, Château-Salins, Belfort; im Oktober: Col de la Grosse, Clairefontaine; im November: Badonviller, Schlettstadt; im Dezember: Kaysersberg, Wettolsheim. Im Januar 1945: Richweiler, Sexau und schließlich im Februar: Untermünstertal und Denzlingen, wo die Verladung Richtung Köln bis zum 21. Februar vorgenommen wurde.
Nach Aufgabe des elsässischen Brückenkopfes im Januar 1945 und dem Rückzug über den Rhein, wurde die Panzerbrigade auf Befehl des OB West im Februar zur Heeresgruppe B in den Raum westlich von Köln verlegt und stand dort ab Februar 1945 und bis in den März im Einsatz im Bereich des Remagener Brückenkopfes in der Nähe von Bonn bei der 15. Armee. Hier kam es ganz besonders um die Orte Bad Honnef, Aegidienberg und Rottbitze zu heftigen Kämpfen mit der 78. US-Infanteriedivision. Bei den Kämpfen kamen zahlreiche US-Soldaten um. Die deutschen Gefallenenzahlen sind nicht bekannt, belaufen sich aber auf ca. 1200–1500. Die Reste der Panzerbrigade zogen sich jedoch hinter die Reichsautobahn zurück und zerstreuten sich dort. Schließlich erfolgte eine Zuordnung zur Heeresgruppe H, wodurch die Panzerbrigade 106 im Verband der 1. Fallschirm-Armee nördlich von Duisburg, im so genannten Ruhrkessel zum Einsatz kam. Aufgrund der dort stattfindenden Kämpfe der letzten Kriegstage zog sich ein Teil der Brigade bis zum Südrand des Kessels zurück und wurde in der Endphase zersplittert; Teile der Brigade gingen mit der Kapitulation der Heeresgruppe B in amerikanische Gefangenschaft.

## Das Ende
Der verbleibende Brigadeteil setzte sich nach Großrhüden (Harz) ab, von dort weiter in den Raum Schwarzenbek, wo die Einheit mit neuen Panzern ausgestattet wurde. Am 16. April Marsch nach Lauenburg an der Elbe. Am 17. April werden die Reste der Panzerbrigade 106 der neu aufgestellten Panzer-Division Clausewitz als Kampfgruppe II unterstellt. Am 18. April Durchbruch durch gegnerische Linien und anschließender Marsch quer durch die Lüneburger Heide.
Am 21. April wurde Fallersleben erreicht, wo ein defekter Panzer gesprengt wurde. Am 22. April war die Abteilung im Elm, einem bewaldeten Höhenzug östlich von Braunschweig und wurde dort in schwere Gefechte mit amerikanischen Truppen in der Nähe von Langeleben verwickelt.
Der letzte Panzer der Panzerbrigade 106 „Feldherrnhalle“ wurde schließlich von seinem Kommandanten gesprengt und die beiden letzten Panzerbesatzungen trennten sich am 22. April 1945 bei einem kleinen Dorf im Elm, östlich von Braunschweig, um sich einzeln durchzuschlagen.